# Cải bẹ xanh
Cải bẹ xanh hay cải xanh, cải canh, cải cay, giới tử (danh pháp hai phần: Brassica juncea) là một loài thực vật thuộc họ Cải (Brassicaceae). Cây có các tên gọi trong tiếng Anh là brown mustard, green mustard, oriental mustard hay vegetable mustard.

## Mô tả, sử dụng

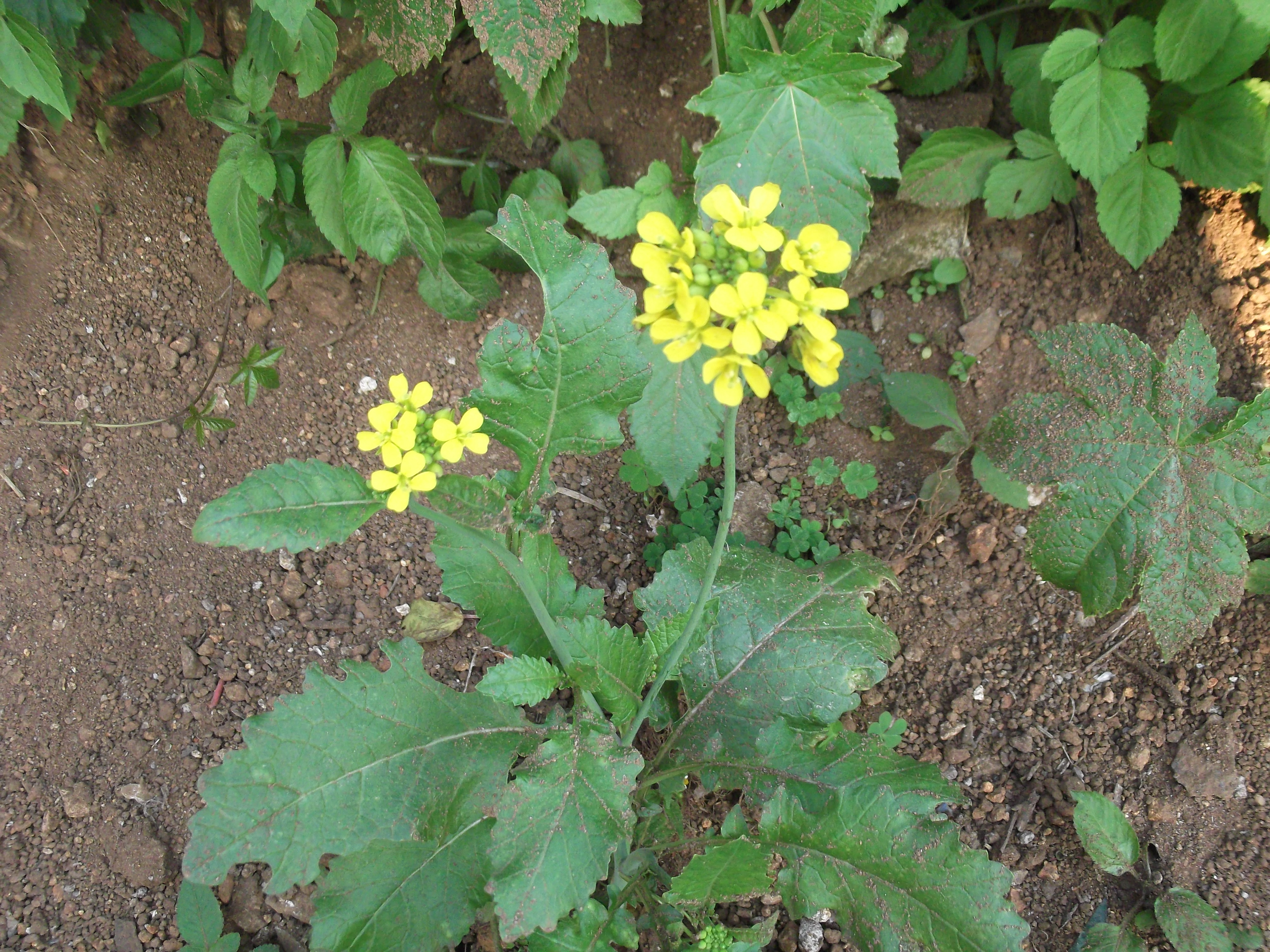
hoa

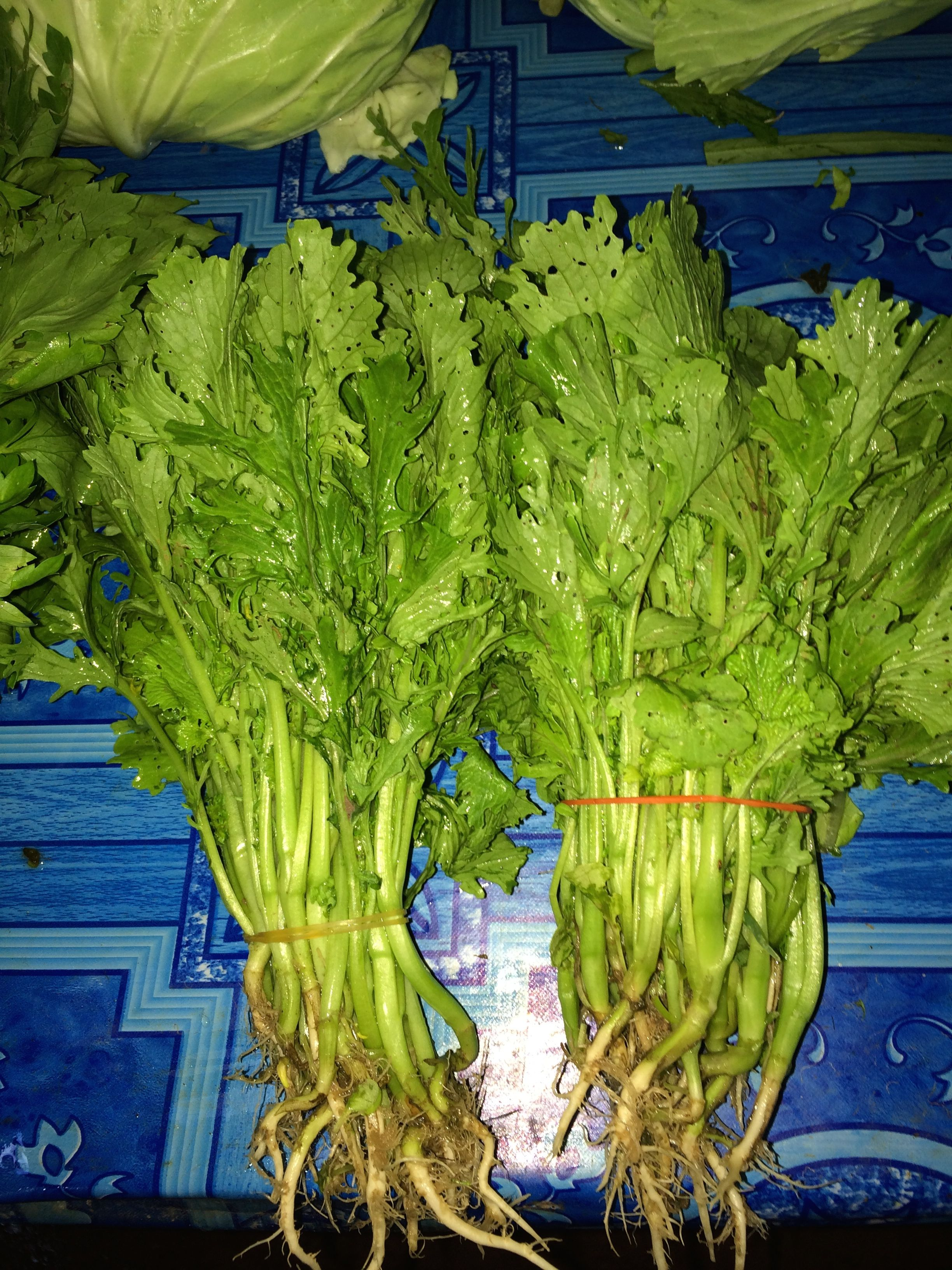
Cải bẹ xanh thu hoạch bán tại Thái Lan

Cải bẹ xanh có thân to, nhỏ khác nhau, lá có màu xanh đậm hoặc xanh nõn lá chuối. Lá và thân cây có vị cay, đăng đắng thường dùng phổ biến nhất là nấu canh, hay để muối dưa (dưa cải). Thời gian thu hoạch cho cải bẹ xanh trong khoảng từ 40 – 45 ngày. Thành phần dinh dưỡng trong cải bẹ xanh gồm có: vitamin A, B, C, K, axit nicotic, catoten, abumin..., nên được các chuyên gia dinh dưỡng khuyên dùng vì có nhiều lợi ích đối với sức khỏe cũng như có tác dụng phòng chống bệnh tật.
Theo Đông y Việt Nam, cải bẹ xanh có vị cay, tính ôn, có tác dụng giải cảm hàn, thông đàm, lợi khí.... Riêng hạt cải bẹ xanh, có vị cay, tính nhiệt, không độc, trị được các chứng phong hàn, ho đờm, hen, đau họng, tê dại, mụn nhọt...

#### Phân bố, thu hái và chế biến[2]
Được trổng ờ nước ta để lấy rau ăn. Hiên nay ta chưa thu hoạch hạt dể dùng làm thuốc hoặc ép dầu. Cho đến nay, ta vẫn còn phải nhập giới tử của Trung Quốc. Ở Trung Quốc người ta trồng rau cải để ăn rau, lấy hạt ép dầu và làm thuốc. Hạt lấy ở những quả chín phơi khô mà dùng. Phơi hay sấy phải ờ nhiệt độ dưới 50° để bảo vệ các men có tác dụng.